# Live in Japan 2002 (Premiata Forneria Marconi)
Live in Japan è un album live della band di rock progressivo italiano Premiata Forneria Marconi.

## Il disco
Il disco è la registrazione del concerto tenuto il 12 maggio 2002 presso il "Club Città" di Kawasaki, in Giappone. È la quinta ed ultima data del tour giapponese del 2002, nella quale vengono riprodotti tutti i classici del vasto repertorio che ha reso il gruppo una delle più importanti progressive band a livello internazionale.
Le prime due tracce, Sea of Memory e Bandiera bianca sono due inediti: la prima è cantata da Peter Hammill su suo testo, la seconda è un omaggio a Franco Battiato.

## Tracce

### CD 1
1. Sea of Memory
2. Bandiera bianca
3. La carrozza di Hans
4. Rain Birth (Intro to the River)
5. River of Life
6. Photos of Ghosts
7. Peninsula
8. Out of the Roundabout
9. La rivoluzione
10. Suonare suonare
11. Promenade the Puzzle
12. Tokyo piano solo
13. Dove...quando (part 2)
14. Dove...quando

### CD 2
1. Il banchetto
2. Dolcissima Maria
3. Maestro della voce
4. Si può fare
5. Mr 9 till 5
6. Scary Light
7. Tokyo Electric Guitar Jam/Altaloma 5 till 9
8. Tokyo Violin Jam (part 1)
9. Rossini's William Tell Overture
10. Tokyo Violin Jam (part 2)
11. Impressioni di settembre
12. È festa (Celebration)
13. La luna nuova (Four Holes in the Ground)

## Formazione
- Franz Di Cioccio - batteria, percussioni e voce
- Patrick Djivas - basso
- Franco Mussida - chitarra, voce
- Flavio Premoli - tastiere, voce
- Piero Monterisi - batteria
- Lucio Fabbri - violino, tastiere e chitarra
- Peter Hammill - voce su Sea Of Memory